# Asura anaemica
Asura anaemica är en fjärilsart som beskrevs av George Francis Hampson 1911. Asura anaemica ingår i släktet Asura och familjen björnspinnare. Inga underarter finns listade i Catalogue of Life.